# Калуцано (Милано)
Калуцано је насеље у Италији у округу Милано, региону Ломбардија.
Према процени из 2011. у насељу је живело 57 становника. Насеље се налази на надморској висини од 94 м.